# Tirunesh Dibaba
Tirunesh Dibaba, född den 1 juni 1985 i Arsi i Etiopien, är en etiopisk friidrottare som tävlar på 5 000 meter och 10 000 meter.
Dibabas genombrott kom när hon vid VM 2003 vann guld på 5 000 meter på tiden 14.51,72. Hon blev även bronsmedaljör på 5 000 meter vid olympiska spelen 2004. 
Dibaba blev historisk när hon vid VM 2005 i Helsingfors blev den första kvinna att vinna både 5 000 meter och 10 000 meter vid samma världsmästerskap. 
2006 vann Dibaba fem av sex Golden League-tävlingar och vann därmed 83 000 USD för prestationen. 
Vid VM 2007 i Osaka försvarade hon sitt VM-guld på 10 000 meter i ett märkligt lopp då hon efter 6 000 meter med tydliga magproblem låg en bra bit efter täten, men återhämtade sig, sprang upp, och på slutet kunde vinna.
Under 2008 sprang Dibaba 5 000 meter vid Golden League-tävlingen i Oslo på 14.11,15 vilket var en sänkning av Meseret Defars världsrekord med fyra sekunder. 
Hon deltog på både 5 000 meter och 10 000 meter vid Olympiska sommarspelen 2008 i Peking och vann där dubbla guld. På 5 000 meter blev hennes segertid måttliga 15.41,40. Däremot var tiden på 10 000 meter 29.54,66 den då näst bästa tid någon hade sprungit på efter Wang Junxias överlägsna världsrekord. Sista kilometern sprangs på 2.48.
På grund av skador kunde hon inte delta vid VM 2009 i Berlin. Hon avslutade friidrottsåret med att bli tvåa vid IAAF World Athletics Final 2009 på 5 000 meter.

## Personliga rekord
- 3 000 meter  - 8.29,55 från 2006
- 5 000 meter  - 14.11,15 WR från 2008
- 10 000 meter - 29.54,66 från 2008